# 力高爸
力高爸老爹（Papa Legba）是海地伏都教的羅瓦（loa）之一，他乃是諸羅瓦與凡人的中介。力高爸居於活人世界與死後世界的交界處，且可以允許或拒絕人們與歸里（Guinee，海地伏都教當中的死後世界）的靈魂交談，而且一般認為，力高爸通曉所有人類的語言。在海地，力高爸被認為是個傑出的話術家。力高爸可輔助溝通、講話和理解。

## 外表
力高爸的形象，通常是一個柱著拐杖、帶著寬邊帽並抽著菸斗或潑水的老男人，而狗以他為神。力高爸常與聖彼得、聖拉撒路以及里斯本的聖安多尼習合。

## 另類觀點
在貝寧、奈及利亞與多哥，人們認為力高爸是個年輕且性慾強大的人物，且在這些地方，他的神廟通常在鄉下地方的村莊入口處。另外，他亦被稱作力高爸·阿弟本（Legba Atibon）、阿弟本·力高爸（Atibon Legba）或阿弟高本·力高爸（Ati-Gbon Legba）等。

## 參照
1. ↑  .   [2018-11-10]. （原始内容存档于2019-08-05）.
2. ↑  Herskovits, Melville J. . American Anthropologist. 1937, 39 (4): 635–643. doi:10.1525/aa.1937.39.4.02a00080.

## 外部連結
- Papa Legba, protector of the home and guardian of gates and crossroads（页面存档备份，存于） photo from Galembo, Phyllis. . Ten Speed Press. March 2005. ISBN 1-58008-676-4.
- http://americanhorrorstory.wikia.com/wiki/Papa_Legba（页面存档备份，存于）